# Маршал Ворошилов (большой противолодочный корабль)
«Маршал Ворошилов» — советский большой противолодочный корабль (БПК) проекта 1134-А типа «Кронштадт».

## Строительство
Корабль был зачислен в списки кораблей ВМФ СССР 7 марта 1970 года. Закладка корабля состоялась 20 марта 1970 года на судостроительном заводе имени А. А. Жданова (Северная верфь) в Ленинграде под заводским номером 725. 8 октября 1970 года корабль был спущен на воду. В марте 1973 на корабле был поднят Краснознамённый Флаг ВМФ СССР.
Конец весны 1973 года и всё лето проводил ходовые и госиспытания. 15 сентября 1973 года вступил в строй. 26 октября 1973 года включён в состав Краснознамённого Тихоокеанского флота. 11 июня 1974 года был приписан к составу 201 БрПЛК 10-й ОПЭСК КТОФ.

## Служба
В январе 1974 вышел из Балтийска для перехода на КТОФ и для обеспечения перехода туда новых АПЛ. Во время перехода в феврале 1974 совершил официальный заход в Республику Экваториальная Гвинея в столицу Малабо и в порт Бата. В марте совершил официальный дружественный заход в столицу государства Маврикий — Порт-Луи. В апреле нёс службу у островов Сокотра, отогнав от нашей АПЛ американский корабль УРО, и позже совершил заход в порт-базу Бербера (Республика Сомали). Из порта Бербера вёл/тащил за собой на КТОФ неисправную дизельную ПЛ. В июне встал к причалу владивостокской базы, тем самым закончив переход.
В 1976 году корабль под командованием капитана 2-го ранга А. С. Косова удерживал первое место в соединении, а в состязаниях на первенство ВМФ занял первое место по двум видам боевой подготовки (огневая и тактическая).БПК был объявлен отличным и второй год подряд подтвердил звание «Лучший корабль ВМФ СССР», завоевав приз ГК ВМФ по слежению и уничтожению АПЛ. С 30 марта по 25 декабря 1977 года на СРЗ «Дальзавод» прошёл текущий ремонт. Зимой 27-29 декабра 1976 года корабль принял участие в спасательной операции трёх сторожевых кораблей проекта 50  в северной части Японского моря. В частности спасал СКР 75, с нескольких попыток взяв его на буксир. В ходе этой операции в тяжёлых штормовых условиях получил серьёзные повреждения. Были сорваны с фундаментов кормовая пусковая установка ЗРК «Шторм» и носовая РЛС «Волна». 7 апреля 1978 года корабль участвовал в двусторонних учениях кораблей КТОФ совместно с БПК «Адмирал Октябрьский», «Способный», РКР «Владивосток», СКР «Разящий». За учениями с борта КРУ «Адмирал Сенявин» наблюдали Л. И. Брежнев и Д. Ф. Устинов.
С июля 1979 года по март 1980 года корабль находился на Боевой службе (БС) в Индийском океане. 25 августа 1979 года БПК «Маршал Ворошилов», БМТ «Борис Бутома» и совершающий переход на Дальний Восток СКР «Летучий» совершили пятидневный деловой визит в порт Виктория (Сейшельские острова). 30 сентября дружественный визит в порт Массауа (Эфиопия). 28 октября — визит в порт Мапуту (Мозамбик). 8 декабря — визит в порт Виктория (Сейшельские острова). 20 февраля 1980 года визит в порт Коломбо (Шри-Ланка). Вернулся в Советский Союз 14 марта 1980 года. По итогам 1980 года корабль (командир капитан 3-го ранга В. И. Флоряк) в третий раз объявлен отличным.
С ноября 1980 по декабрь 1985 года корабль прошёл средний ремонт на СРЗ «Дальзавод» во Владивостоке. С сентября 1987 года по апрель 1988 года корабль находился на БС на ВМБ Камрань (Южно-Китайское море).
20 ноября 1990 года на входе в пролив Босфор Восточный произошло столкновение большого противолодочного корабля «Маршал Ворошилов» с рефрижераторным судном «Горец» по вине капитана последнего, грубо нарушившего сразу несколько правил судоходства.
24 января 1991 года приказом главнокомандования ВМФ корабль получил название «Хабаровск».
3 июля 1992 года был разоружён, а 29 октября того же года исключён из состава ВМФ и расформирован.